# Centro comune di ricerca

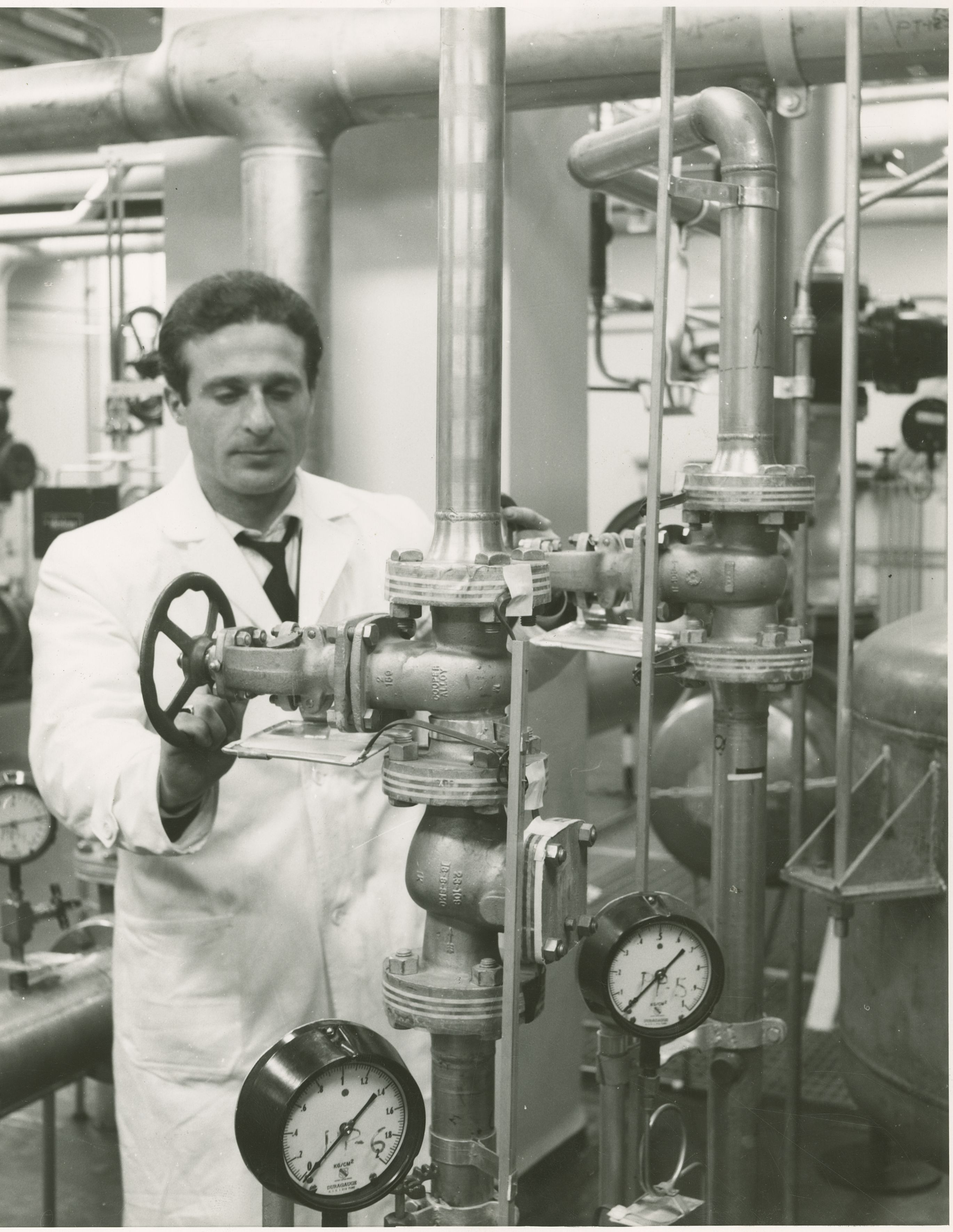
Particolare della sala macchine del reattore Ispra-1 nel 1959

Il Centro comune di ricerca (JRC, in inglese: Joint Research Centre) è una direzione generale della Commissione europea: DG-JRC (Directorate-General Joint Research Centre) in origine Euratom, che dispone di sette istituti di ricerca dislocati in cinque Stati membri dell'Unione europea (Belgio, Germania, Italia, Paesi Bassi e Spagna).
Il JRC fornisce un sostegno scientifico e tecnico alla progettazione, allo sviluppo, all'attuazione e al controllo delle politiche dell'Unione europea. A differenza delle università europee, è direttamente finanziato dall'Unione europea (è un servizio della Commissione europea), allo scopo di garantire l'indipendenza delle attività di ricerca da interessi privati o dalle singole politiche nazionali, come condizione essenziale per perseguire la sua missione internazionale.
Il JRC svolge un ruolo di coordinamento e ricerca in numerose reti comunitarie di enti nazionali di ricerca, università, industria avanzata degli stati membri dell'Unione europea, oltre ad effettuare un vasto insieme di ricerche indipendenti che si avvalgono delle competenze dei migliori scienziati europei che lavorano direttamente nel centro o vi svolgono periodi di ricerca. Nei suoi laboratori si svolgono complessi studi ed esperimenti per conto delle istituzioni europee. 
Il JRC collabora con enti e reti extraeuropee e mondiali nel campo scientifico e della normativa
.
Il JRC dal 4 maggio 2020 è diretto dal francese Stephen Quest; il cui vice è Bernard Magenhann.
A servizio del centro fu altresì fondata la scuola europea di Varese.

## Struttura
La struttura del CCR è basata su sette istituti specializzati: 
- Bruxelles, Belgio (a Bruxelles sono presenti le unità amministrative, mentre la ricerca vera e propria viene effettuata negli altri sette istituti)
  - Directorate general (DG)
  - Programmes and stakeholders relations directorate (PSR)
  - directorate for Resource Management (DRM)
- Geel, Belgio
  - Institute for Reference Materials and Measurements (IRMM)
- Karlsruhe, Germania
  - Institute for Transuranium Elements (ITU)
- Ispra, Italia
  - Istituto per la protezione e la sicurezza dei cittadini (IPSC)
  - Istituto dell'ambiente e della sostenibilità (IES)
  - Istituto per la salute e la protezione del consumatore (IHCP)
  - Institute for Energy (IE) (insieme a Petten, Paesi Bassi)
- Petten, Paesi Bassi
  - Institute for Energy (IE) (insieme a Ispra, Italia)
- Siviglia, Spagna
  - Institute for Prospective Technological Studies (IPTS)

Il centro che ha sede a Ispra è il più grande d'Europa e accolse anche il complesso nucleare sperimentale ISPRA-1.